# Франкенштейн (фильм, 1992)
«Франкенштейн» (англ. Frankenstein) — телефильм 1992 года производства Великобритании, драма с элементами фильма ужасов, снятая режиссёром Дэвидом Уикесом. Сценарий к фильму был написан самим режиссёром на основе романа 1818 года английской писательницы Мэри Шелли под названием «Франкенштейн, или Современный Прометей» (англ. Frankenstein).
Главные роли в этом фильме исполнили Патрик Берджин, Рэнди Куэйд, Джон Миллс, Ламбер Вильсон и Файона Джиллис. Премьера фильма состоялась 29 декабря 1992 года в Великобритании. Музыку к фильму написал композитор Джон Камерон, эта его работа была замечена — в 1994 году он был номинирован на премию «Эмми». Просматривать этот фильм можно детям от 13 лет, но вместе с родителями.

## Сюжет
Доктор Виктор Франкенштейн занят проблемами клонирования — в итоге он из своей клетки создаёт существо, которое убегает от него. Все люди полны ужаса от создания доктора и жестоки по отношению к монстру. А создание ищет любви и понимания. И находит всё это у слепого старца, живущего в лесу.
Творение доктора также ненавидит своего создателя и стремится ему любым способом отомстить. Между монстром и доктором существует также особая психическая связь, которой не было в оригинальном романе. В итоге монстр загоняет доктора на Север, чтобы сразиться с ним в последней битве.

## В ролях
- Патрик Берджин — доктор Виктор Франкенштейн
- Рэнди Куэйд — монстр
- Ламбер Вильсон — Клервал
- Джон Миллс — де Лэйси, слепой старец
- Файона Джиллис — Элизабет
- Тимоти Старк — Уильям
- Мари Луиза Лузевитц — Жустина

## Интересные факты
В Германии фильм имел и другое название: «Доктор Франкенштейн» (нем. Dr. Frankenstein)